# 5115 Фрімут
5115 Фрімут (5115 Frimout) — астероїд головного поясу, відкритий 13 лютого 1988 року.
Тіссеранів параметр щодо Юпітера — 3,216.